# Vsetín (nádraží)
Vsetín je železniční stanice v širším centru města Vsetín ve Zlínském kraji, poblíž řeky Vsetínská Bečva. Leží na trati Hranice na Moravě – Púchov a odbočuje odsud trať do Velkých Karlovic. Stanice je elektrizovaná (3 kV ss). V těsné blízkosti se nachází městské autobusové nádraží. V letech 2021 až 2024 prošla stanice generální rekonstrukcí, mj. byla vybudovaná nová bezbariérová nástupiště a nová odbavovací hala.

## Historie
Stanice byla vybudována jakožto koncové nádraží projektu Rakouské společnosti místních drah (ÖLEG) z Hranic přes město Krásno (dnes stanice Valašské Meziříčí), provoz zde byl zahájen 1. června 1885, roku 1887 převzala trať Severní dráha císaře Ferdinanda (KFNB). Dne 21. prosince 1908 otevřela společnost Místní dráha Vsetín-Velké Karlovice železniční spojení s Velkými Karlovicemi. Po KFNB v roce 1906 pak obsluhovala stanici jedna společnost, Císařsko-královské státní dráhy (kkStB), po roce 1918 pak správu přebraly Československé státní dráhy. Státní dráhy zajišťovaly též dopravu na místní dráze, ta byla zestátněna roku 1925.
V rámci propojování dopravní infrastruktury Československa bylo rozhodnuto o zdvoukolejnění a prodloužení trati ze Vsetína dále na Slovensko k řece Váh přes Horní Lideč do Púchova. Do Horní Lidče byl provoz zahájen 23. října 1928, do Púchova pak 2. května 1937.
Elektrický provoz na hlavní trati procházející Vsetínem byl zahájen 12. září 1960.
Od roku 2021 nádraží procházelo velkou rekonstrukcí, celé kolejiště bylo nahrazeno novým, úrovňová nástupiště nahrazena bezbariérovými. Stará nádražní budova zbořena a nahrazena moderním dopravním terminálem. Slavnostní otevření celého nádraží proběhlo 3. května 2024.